# Гонконг на летних Олимпийских играх 2016
Гонконг на летних Олимпийских играх 2016 года была представлена 37 спортсменами в 9 видах спорта. Знаменосцем сборной Гонконга на церемонии открытия Игр стала многократный призёр Азиатских игр пловчиха Оу Кайчунь, а на церемонии закрытия — велосипедист Чхань Чхунь Хин, который занял 32-е место в маунтинбайке. По итогам соревнований сборная Гонконга не смогла завоевать ни одной олимпийской награды.

## Состав сборной
Академическая гребля
1. Тан Цзюман
2. Цзю Хиньчжунь
3. Ли Камань
4. Ли Юэньинь

 Бадминтон
1. Реджинальд Ли
2. Ху Юнь
3. Ын Калун
4. Ип Пуи Инь
5. Пун Лук Янь
6. Се Ин Сют
7. Кейти Чау

Велоспорт
 Шоссейный велоспорт
1. Чёнг Кинг-Лок

 Трековый велоспорт
1. Лён Чхунь Вин
2. Дяо Сяоцзюань
3. Лэй Вайси

 Маунтинбайк
1. Чхань Чхунь Хин

 Гольф
1. Тиффани Чан

 Лёгкая атлетика
1. Чан Мин Тай
2. Йи Кит Чин

 Настольный теннис
1. Вон Чаньтхин
2. Тан Пэн
3. Хо Кван Кит
4. Ду Хойкем
5. Ли Хо Чхин
6. Те Яна

 Парусный спорт
1. Майкл Чэн
2. Соня Ло

 Плавание
1. Джоффри Се
2. Иветт Кун
3. Клаудия Лау
4. Оу Кайчунь
5. Шивон Хоги
6. Камилле Чжэн
7. Ши Синъюй

 Фехтование
1. Эдгар Чён
2. Вивиан Кун
3. Линь Похён

## Результаты соревнований

### Академическая гребля
В следующий раунд из каждого заезда проходят несколько лучших экипажей (в зависимости от дисциплины). В утешительный заезд попадают спортсмены, выбывшие в предварительном раунде. В финал A выходят 6 сильнейших экипажей, остальные разыгрывают места в утешительных финалах B-F.
Мужчины
| Соревнование              | Спортсмены               | Отборочная гонка | Отборочная гонка | Отборочная гонка | Утешительный заезд | Утешительный заезд | Утешительный заезд | Четвертьфинал | Четвертьфинал | Четвертьфинал | Полуфинал     | Полуфинал     | Полуфинал     | Финал | Финал | Итоговое место |
| Соревнование              | Спортсмены               | Заплыв           | Время            | Место            | Заплыв             | Время              | Место              | Заплыв        | Время         | Место         | Заплыв        | Время         | Место         | Время | Место | Итоговое место |
| ------------------------- | ------------------------ | ---------------- | ---------------- | ---------------- | ------------------ | ------------------ | ------------------ | ------------- | ------------- | ------------- | ------------- | ------------- | ------------- | ----- | ----- | -------------- |
| двойки парные, лёгкий вес | Цзю Хиньчжунь Тан Цзюман | 2                | 6:45,05          | 5                | 2                  | 7:22,05            | 6                  | не проводится | не проводится | не проводится | Полуфинал C/D | Полуфинал C/D | Полуфинал C/D | Финал | Финал |                |
| двойки парные, лёгкий вес | Цзю Хиньчжунь Тан Цзюман | 2                | 6:45,05          | 5                | 2                  | 7:22,05            | 6                  | не проводится | не проводится | не проводится |               |               |               |       |       |                |

Женщины
| Соревнование              | Спортсмены           | Отборочная гонка | Отборочная гонка | Отборочная гонка | Утешительный заезд | Утешительный заезд | Утешительный заезд | Четвертьфинал | Четвертьфинал | Четвертьфинал | Полуфинал     | Полуфинал     | Полуфинал     | Финал | Финал | Итоговое место |
| Соревнование              | Спортсмены           | Заплыв           | Время            | Место            | Заплыв             | Время              | Место              | Заплыв        | Время         | Место         | Заплыв        | Время         | Место         | Время | Место | Итоговое место |
| ------------------------- | -------------------- | ---------------- | ---------------- | ---------------- | ------------------ | ------------------ | ------------------ | ------------- | ------------- | ------------- | ------------- | ------------- | ------------- | ----- | ----- | -------------- |
| двойки парные, лёгкий вес | Ли Юэньинь Ли Камань | 4                | 7:29,87          | 5                | 1                  | 8:20,96            | 6                  | не проводится | не проводится | не проводится | Полуфинал C/D | Полуфинал C/D | Полуфинал C/D | Финал | Финал |                |
| двойки парные, лёгкий вес | Ли Юэньинь Ли Камань | 4                | 7:29,87          | 5                | 1                  | 8:20,96            | 6                  | не проводится | не проводится | не проводится |               |               |               |       |       |                |

### Бадминтон
Одиночный разряд
| Соревнование | Спортсмены | Групповой этап | Групповой этап | Групповой этап | 1/8 финала | 1/4 финала | 1/2 финала | Финал | Итоговое место |
| Соревнование | Спортсмены | 1 матч         | 2 матч         | Место          | 1/8 финала | 1/4 финала | 1/2 финала | Финал | Итоговое место |
| ------------ | ---------- | -------------- | -------------- | -------------- | ---------- | ---------- | ---------- | ----- | -------------- |
| мужчины      | Ын Калун   | Группа         | Группа         | Группа         |            |            |            |       |                |
| мужчины      | Ын Калун   |                |                |                |            |            |            |       |                |
| мужчины      | Ху Юнь     | Группа         | Группа         | Группа         |            |            |            |       |                |
| мужчины      | Ху Юнь     |                |                |                |            |            |            |       |                |
| женщины      | Ип Пуи Инь | Группа         | Группа         | Группа         |            |            |            |       |                |
| женщины      | Ип Пуи Инь |                |                |                |            |            |            |       |                |

Парный разряд
| Соревнование | Спортсмены              | Групповой этап | Групповой этап | Групповой этап | Групповой этап | 1/4 финала | 1/2 финала | Финал | Итоговое место |
| Соревнование | Спортсмены              | 1 матч         | 2 матч         | 3 матч         | Место          | 1/4 финала | 1/2 финала | Финал | Итоговое место |
| ------------ | ----------------------- | -------------- | -------------- | -------------- | -------------- | ---------- | ---------- | ----- | -------------- |
| женщины      | Пун Лук Янь Се Ин Сют   | Группа         | Группа         | Группа         | Группа         |            |            |       |                |
| женщины      | Пун Лук Янь Се Ин Сют   |                |                |                |                |            |            |       |                |
| микст        | Реджинальд Ли Кейти Чау | Группа         | Группа         | Группа         | Группа         |            |            |       |                |
| микст        | Реджинальд Ли Кейти Чау |                |                |                |                |            |            |       |                |

### Велоспорт

#### Шоссейный велоспорт
Мужчины
| Соревнование    | Спортсмены    | Время | Место | Отставание |
| --------------- | ------------- | ----- | ----- | ---------- |
| групповая гонка | Чёнг Кинг-Лок | DNF   | DNF   | DNF        |

#### Трековый велоспорт
Спринт
| Соревнование | Спортсмены | Квалификация   | Квалификация | Раунд 1                 | Утешительный заезд       | Раунд 2                 | Утешительный заезд       | Четвертьфинал           | Полуфинал               | Финал                    | Место |
| Соревнование | Спортсмены | Время Скорость | Место        | Соперник Время Скорость | Соперники Время Скорость | Соперник Время Скорость | Соперники Время Скорость | Соперник Время Скорость | Соперник Время Скорость | Соперники Время Скорость | Место |
| ------------ | ---------- | -------------- | ------------ | ----------------------- | ------------------------ | ----------------------- | ------------------------ | ----------------------- | ----------------------- | ------------------------ | ----- |
| женщины      | Лэй Вайси  |                |              |                         |                          |                         |                          |                         |                         |                          |       |

Кейрин
| Соревнование | Спортсмены | Первый раунд | Первый раунд | Утешительный заезд | Утешительный заезд | Второй раунд | Второй раунд | Финал | Итоговое место |
| Соревнование | Спортсмены | Заезд        | Место        | Заезд              | Место              | Заезд        | Место        | Место | Итоговое место |
| ------------ | ---------- | ------------ | ------------ | ------------------ | ------------------ | ------------ | ------------ | ----- | -------------- |
| женщины      | Лэй Вайси  |              |              |                    |                    |              |              |       |                |

Омниум
| Соревнование | Спортсмены    | Круг с хода | Круг с хода | Гонка по очкам | Гонка по очкам | Гонка с выбыванием | Гонка преследования | Гонка преследования | Скретч | Гит с места | Гит с места | Сумма очков | Итоговое место |
| Соревнование | Спортсмены    | Время       | Место       | Очки           | Место          | Место              | Время               | Место               | Место  | Время       | Место       | Сумма очков | Итоговое место |
| ------------ | ------------- | ----------- | ----------- | -------------- | -------------- | ------------------ | ------------------- | ------------------- | ------ | ----------- | ----------- | ----------- | -------------- |
| мужчины      | Лён Чхунь Вин |             |             |                |                |                    |                     |                     |        |             |             |             |                |
| женщины      | Дяо Сяоцзюань |             |             |                |                |                    |                     |                     |        |             |             |             |                |

#### Маунтинбайк
Мужчины
| Соревнование | Спортсмены      | Время | Место | Отставание |
| ------------ | --------------- | ----- | ----- | ---------- |
| кросс-кантри | Чхань Чхунь Хин |       |       |            |

### Водные виды спорта

#### Плавание
В следующий раунд на каждой дистанции проходят спортсмены, показавшие лучший результат, независимо от места, занятого в своём заплыве.
Мужчины
| Дистанция                | Спортсмены | Предварительный раунд | Предварительный раунд | Предварительный раунд | Полуфинал | Полуфинал | Полуфинал | Финал     | Финал |
| Дистанция                | Спортсмены | Заплыв                | Результат             | Место                 | Заплыв    | Результат | Место     | Результат | Место |
| ------------------------ | ---------- | --------------------- | --------------------- | --------------------- | --------- | --------- | --------- | --------- | ----- |
| 50 метров вольным стилем | Джоффри Се |                       |                       |                       |           |           |           |           |       |

Женщины
| Дистанция                        | Спортсмены            | Предварительный раунд | Предварительный раунд | Предварительный раунд | Полуфинал             | Полуфинал             | Полуфинал             | Финал                 | Финал                 |
| Дистанция                        | Спортсмены            | Заплыв                | Результат             | Место                 | Заплыв                | Результат             | Место                 | Результат             | Место                 |
| -------------------------------- | --------------------- | --------------------- | --------------------- | --------------------- | --------------------- | --------------------- | --------------------- | --------------------- | --------------------- |
| 50 метров вольным стилем         | Камилле Чжэн          |                       |                       |                       |                       |                       |                       |                       |                       |
| 100 метров вольным стилем        | Камилле Чжэн          | 3                     | 54,92                 | 24                    | завершила выступление | завершила выступление | завершила выступление | завершила выступление | завершила выступление |
| 200 метров вольным стилем        | Шивон Хоги            | 3                     | 1:56,91               | 9 Q                   | 2                     | 1:57,56               | 13                    | завершила выступление | завершила выступление |
| 200 метров вольным стилем        | Камилле Чжэн          | 3                     | 1:59,71               | 29                    | завершила выступление | завершила выступление | завершила выступление | завершила выступление | завершила выступление |
| 100 метров на спине              | Клаудия Лау           | 2                     | 1:01,27               | 19                    | завершила выступление | завершила выступление | завершила выступление | завершила выступление | завершила выступление |
| 200 метров на спине              | Клаудия Лау           |                       |                       |                       |                       |                       |                       |                       |                       |
| 100 метров брассом               | Иветт Кун             | 3                     | 1:09,56               | 32                    | завершила выступление | завершила выступление | завершила выступление | завершила выступление | завершила выступление |
| 200 метров брассом               | Иветт Кун             | 1                     | DNS                   | —                     | завершила выступление | завершила выступление | завершила выступление | завершила выступление | завершила выступление |
| 200 метров комплексным плаванием | Шивон Хоги            | 2                     | DNS                   | —                     | завершила выступление | завершила выступление | завершила выступление | завершила выступление | завершила выступление |
| Эстафета                         | Предварительный раунд | Предварительный раунд | Предварительный раунд | Предварительный раунд | Финал                 | Финал                 | Финал                 | Финал                 | Финал                 |
| Эстафета                         | Состав                | Заплыв                | Результат             | Место                 | Состав                | Состав                | Состав                | Результат             | Место                 |
| 4×100 метров комбинированная     |                       |                       |                       |                       |                       |                       |                       |                       |                       |

### Гольф
Последний раз соревнования по гольфу в рамках Олимпийских игр проходили в 1904 году. Соревнования гольфистов пройдут на 18-луночном поле, со счётом 72 пар. Каждый участник пройдёт все 18 лунок по 4 раза.
Женщины
| Соревнование | Спортсмены  | Первый раунд | Первый раунд | Второй раунд | Второй раунд | Третий раунд | Третий раунд | Четвёртый раунд | Четвёртый раунд | Итоговый результат | Итоговое место |
| Соревнование | Спортсмены  | Очки         | Место        | Очки         | Место        | Очки         | Место        | Очки            | Место           | Итоговый результат | Итоговое место |
| ------------ | ----------- | ------------ | ------------ | ------------ | ------------ | ------------ | ------------ | --------------- | --------------- | ------------------ | -------------- |
| женщины      | Тиффани Чан | 71 (+0)      | 26           | 75 (+4)      | 53           | 73 (+2)      | 23           | 69 (-2)         | 12              | 288 (+4)           | 37             |

### Лёгкая атлетика
Мужчины
Технические дисциплины
| Дисциплина     | Спортсмен   | Квалификация | Квалификация | Финал     | Финал |
| Дисциплина     | Спортсмен   | Результат    | Место        | Результат | Место |
| -------------- | ----------- | ------------ | ------------ | --------- | ----- |
| прыжок в длину | Чан Мин Тай |              |              |           |       |

Женщины
Шоссейные дисциплины
| Дисциплина | Спортсмен  | Время | Место | Отставание |
| ---------- | ---------- | ----- | ----- | ---------- |
| марафон    | Йи Кит Чин |       |       |            |

### Настольный теннис
Соревнования по настольному теннису проходили по системе плей-офф. Каждый матч продолжается до тех пор, пока один из теннисистов не выигрывает 4 партии. Сильнейшие 16 спортсменов начинали соревнования с третьего раунда, следующие 16 по рейтингу стартовали со второго раунда.
Мужчины
| Соревнование     | Спортсмены                       | Квалификация       | Первый раунд       | Второй раунд       | Третий раунд           | 1/8 финала            | 1/4 финала           | Полуфинал            | Финал                | Место                |
| Соревнование     | Спортсмены                       | Соперник Результат | Соперник Результат | Соперник Результат | Соперник Результат     | Соперник Результат    | Соперник Результат   | Соперник Результат   | Соперник Результат   | Место                |
| ---------------- | -------------------------------- | ------------------ | ------------------ | ------------------ | ---------------------- | --------------------- | -------------------- | -------------------- | -------------------- | -------------------- |
| одиночный разряд | Вон Чаньтхин (6)                 | не участвовал      | не участвовал      | не участвовал      | CANЮ. Ван В 4:0        | JPNК. Нива (17) П 3:4 | завершил выступление | завершил выступление | завершил выступление | завершил выступление |
| одиночный разряд | Тан Пэн (11)                     | не участвовал      | не участвовал      | не участвовал      | BRAУ. Кальдерано П 2:4 | завершил выступление  | завершил выступление | завершил выступление | завершил выступление | завершил выступление |
| командный разряд | Вон Чаньтхин Тан Пэн Хо Кван Кит | не проводится      | не проводится      | не проводится      | не проводится          | Австралия · :         |                      |                      |                      |                      |

Женщины
| Соревнование     | Спортсмены                  | Квалификация       | Первый раунд       | Второй раунд       | Третий раунд             | 1/8 финала            | 1/4 финала            | Полуфинал             | Финал                 | Место                 |
| Соревнование     | Спортсмены                  | Соперник Результат | Соперник Результат | Соперник Результат | Соперник Результат       | Соперник Результат    | Соперник Результат    | Соперник Результат    | Соперник Результат    | Место                 |
| ---------------- | --------------------------- | ------------------ | ------------------ | ------------------ | ------------------------ | --------------------- | --------------------- | --------------------- | --------------------- | --------------------- |
| одиночный разряд | Ду Хойкем (13)              | не участвовала     | не участвовала     | не участвовала     | HUNГ. Пота (24) В 4:2    | CHNДин Нин (1) П 0:4  | завершила выступление | завершила выступление | завершила выступление | завершила выступление |
| одиночный разряд | Ли Хо Чхин (15)             | не участвовала     | не участвовала     | не участвовала     | UKRТ. Биленко (26) В 4:1 | CHNЛи Сяося (3) П 0:4 | завершила выступление | завершила выступление | завершила выступление | завершила выступление |
| командный разряд | Ду Хойкем Ли Хо Чхин Те Яна | не проводится      | не проводится      | не проводится      | не проводится            | Тайвань · :           |                       |                       |                       |                       |

### Парусный спорт
Соревнования по парусному спорту в каждом из классов состояли из 10 гонок, за исключением класса 49-й, где проводилось 12 заездов. В каждой гонке спортсмены начинали заплыв с общего старта. Победителем каждой из гонок становился экипаж, первым пересекший финишную черту. Количество очков, идущих в общий зачёт, соответствовало занятому командой месту. 10 лучших экипажей по результатам 10 заплывов попадали в медальную гонку, результаты которой также шли в общий зачёт. В медальной гонке, очки, полученные экипажем удваивались. В случае если участник соревнований не смог завершить гонку ему начислялось количество очков, равное количеству участников плюс один. При итоговом подсчёте очков не учитывался худший результат, показанный экипажем в одной из гонок. Сборная, набравшая наименьшее количество очков, становится олимпийским чемпионом.
Мужчины
| Класс | Спортсмены | Гонка | Гонка | Гонка | Гонка | Гонка | Гонка | Гонка | Гонка | Гонка | Гонка | Гонка         | Гонка         | Гонка | Очки | Место |
| Класс | Спортсмены | 1     | 2     | 3     | 4     | 5     | 6     | 7     | 8     | 9     | 10    | 11            | 12            | M     | Очки | Место |
| ----- | ---------- | ----- | ----- | ----- | ----- | ----- | ----- | ----- | ----- | ----- | ----- | ------------- | ------------- | ----- | ---- | ----- |
| RS:X  | Майкл Чэн  |       |       |       |       |       |       |       |       |       |       | Не проводится | Не проводится |       |      |       |

Женщины
| Класс | Спортсмены | Гонка | Гонка | Гонка | Гонка | Гонка | Гонка | Гонка | Гонка | Гонка | Гонка | Гонка         | Гонка         | Гонка | Очки | Место |
| Класс | Спортсмены | 1     | 2     | 3     | 4     | 5     | 6     | 7     | 8     | 9     | 10    | 11            | 12            | M     | Очки | Место |
| ----- | ---------- | ----- | ----- | ----- | ----- | ----- | ----- | ----- | ----- | ----- | ----- | ------------- | ------------- | ----- | ---- | ----- |
| RS:X  | Соня Ло    |       |       |       |       |       |       |       |       |       |       | Не проводится | Не проводится |       |      |       |

### Фехтование
В индивидуальных соревнованиях спортсмены сражаются три раунда по три минуты, либо до того момента, как один из спортсменов нанесёт 15 уколов. В командных соревнованиях поединок идёт 9 раундов по 3 минуты каждый, либо до 45 уколов. Если по окончании времени в поединке зафиксирован ничейный результат, то назначается дополнительная минута до «золотого» укола.
Мужчины
| Соревнование          | Спортсмены     | 1/32 финала        | 1/16 финала            | 1/8 финала                | Четвертьфинал        | Полуфинал            | Финал                | Место |
| Соревнование          | Спортсмены     | Соперник Результат | Соперник Результат     | Соперник Результат        | Соперник Результат   | Соперник Результат   | Соперник Результат   | Место |
| --------------------- | -------------- | ------------------ | ---------------------- | ------------------------- | -------------------- | -------------------- | -------------------- | ----- |
| индивидуальная рапира | Эдгар Чён (17) | не участвовал      | KORХо Джун (16) В 15:8 | BRAГ. Тольдо (33) П 10:15 | завершил выступление | завершил выступление | завершил выступление | 14    |

Женщины
| Соревнование          | Спортсмены      | 1/32 финала        | 1/16 финала                   | 1/8 финала                 | Четвертьфинал         | Полуфинал             | Финал                 | Место |
| Соревнование          | Спортсмены      | Соперник Результат | Соперник Результат            | Соперник Результат         | Соперник Результат    | Соперник Результат    | Соперник Результат    | Место |
| --------------------- | --------------- | ------------------ | ----------------------------- | -------------------------- | --------------------- | --------------------- | --------------------- | ----- |
| индивидуальная шпага  | Вивиан Кун (13) | не участвовала     | RUSЛ. Шутова (20) В 15:10     | ITAР. Фьяминго (4) П 11:15 | завершила выступление | завершила выступление | завершила выступление | 11    |
| индивидуальная рапира | Линь Похён (28) | не участвовала     | ITAЭ. Ди Франчиска (5) П 8:15 | завершила выступление      | завершила выступление | завершила выступление | завершила выступление | 28    |